# Luigi Zannier
Luigi Zannier est un footballeur italien né le 3 décembre 1932 à San Vito al Tagliamento et mort le 4 octobre 1988. Il évoluait au poste de milieu de terrain.

## Biographie
Milieu de terrain robuste et doté d’un grand sens de l’engagement, Luigi Zannier commence sa carrière professionnelle avec Sanvitese (en) avant de rejoindre Lecco en Serie B. Après une bonne saison avec Marzoli Palazzolo (en), il attire l'attention de Atalanta, où il évolue pendant trois saisons en Serie A,.
En 1956, il signe avec l'AC Milan, où il remporte le scudetto lors de la saison 1956-1957. Cependant, après une saison 1957-1958 décevante pour le club, il est transféré à Padova où il passe deux saisons en Serie A,.
Il rejoint ensuite Catane en Serie A avant de terminer sa carrière avec Hellas Vérone en Serie B à l'issue de la saison 1962-1963,.
Au total, il dispute 187 matchs pour 3 buts marqués en première division italienne. En compétitions européennes, il dispute 7 matchs en Coupe des clubs champions tous disputés lors de l'édition 1957-1958 pour aucun but marqué.

## Palmarès
AC Milan
- Serie A : 
  - Champion : 1956-1957